# (1001) Gaussia
(1001) Gaussia est un astéroïde de la ceinture principale.
Initialement désigné par 1923 OA, il fut par la suite nommé en hommage au mathématicien Carl Friedrich Gauss.